# 작은피그미날다람쥐
작은피그미날다람쥐(Petaurillus emiliae)는 다람쥐과에 속하는 설치류의 일종이다. 말레이시아의 토착종이다. 1901년 수집된 모식표본만이 알려져 있기 때문에 "정보부족종"으로 분류하고 있다. 이 종을 찾기 위한 충분한 탐사가 이루어지지 못했으며, 멸종된 종으로 간주될 수도 있다.
작은피그미날다람쥐는 나무 위에서 사는 종으로 숲을 좋아하는 것으로 추정된다. 농경지로 서식지 전환과 벌목 때문에 위협을 받고 있다. 현지에서 보존을 위한 측정이 이루어지지 않았고, 분류학과 분포 지역, 종 풍부성, 생식과 생태에 대해 좀더 연구가 필요하다.